# براندون مكغوان
براندون مكغوان (بالإنجليزية: Brandon McGowan)‏ هو لاعب كرة قدم أمريكية أمريكي، ولد في 16 سبتمبر 1983 في جيرسي سيتي في الولايات المتحدة.

## وصلات خارجية
- براندون مكغوان على موقع مرجع كرة القدم المحترفة.كوم (الإنجليزية)